# Артюховка (Стерлібашевський район)
Артюхо́вка (рос. Артюховка, башк. Артюховка) — присілок у складі Стерлібашевського району Башкортостану, Росія. Входить до складу Айдаралинської сільської ради.
Населення — 52 особи (2010; 66 в 2002).
Національний склад:
- росіяни — 82%